# Batalla de Cumarebo (1821)
La batalla de Cumarebo fue un enfrentamiento militar librado el 8 de agosto de 1821, durante la guerra de Independencia de Venezuela, entre las fuerzas realistas y patriotas, finalizando con la victoria de las primeras. 

## Antecedentes

### Campaña de Urdaneta
El 28 de enero de 1821 se produce un alzamiento independentista en el bastión monárquico de Maracaibo que permitió al general Rafael Urdaneta ocuparla el 8 de marzo. La dejó el 1 de mayo, cruzando el lago de Maracaibo por Los Puertos de Altagracia con rumbo a Coro. Gracias a un espía en Maracaibo, los realistas pudieron enterarse de que la división llegaba a los 2.000 hombres y tenía la misión de invadir la provincia coriana. Venció a los destacamentos realistas de Casicure, San Félix y Casigua, ocupando sin resistencia Seque, Borojó, Sabana Larga, Zazárida y Mitare. En esta última, el 9 de mayo, recibe una comunicación dirigida por la Junta Gobernativa de Coro. Se le solicita detener su marcha, pero responde que le es imposible por necesidad estratégica; sin embargo, ofrece su protección y cumplir sus otras peticiones. Entre tanto, el coronel Segundo Primera, respetado jefe de las milicias de Paraguaná, se pasa al bando republicano y decide unir sus fuerzas al general.
En Sabaneta, el general se encuentra con una comisión de la Junta, negociando su sumisión pacífica a la República. Así, a las 21:00 horas del 11 de mayo, Urdaneta entra en Coro. Días antes habían establecido contacto con una columna de 400 milicianos de Paraguaná, quienes reconocían el gobierno independentista y estaban bastante descansados, por lo que fueron enviados en persecución de los realistas en retirada hacia Puerto Cabello. El general nombra al teniente José María Araya como el comandante militar de Pedregal y al capitán José María Villavicencio como el de la serranía. Urdaneta dejó como gobernador de la provincia al coronel Juan Escalona, acompañado de un selecto grupo de oficiales y jefes. Sin embargo, como muchos de sus veteranos se recuperaban en el hospital local, el coronel dependía de los reclutas corianos, es decir, milicianos de Paraguaná, Coro, La Vela y la serranía. Aunque ya estaban sucediendo las primeras revueltas monárquicas en la zona, el general debió proseguir para reunirse con Simón Bolívar en San Carlos. Anteriormente había recibido una carta ordenándole estar en Barinas el último día de abril con al menos 2.000 hombres, por lo que debía salir de la provincia cuanto antes. A las 11:00 del 27 de mayo el alcalde de Coro, Mariano Araya, juraba lealtad a la República, y a las 15:00 Urdaneta y su división de 2.000 soldados dejaba la ciudad con dirección inmediata a Barquisimeto.

### Reacción realista
Después de la ocupación de Coro, los caciques caquetíos, Martín López de la Chica en Moruy y Juan Alberto Núñez en Santa Ana, reunieron a sus gentes y les hicieron jurar defender la causa real. A estos se les unieron pequeños grupos de jirajaras y ajaguas de Pedregal. Pronto la insurrección quedó a cargo del teniente coronel Inchauspe, quien asesinó al teniente Araya y animó a los indios de Mitare a hacerle lo mismo al comandante militar local sumando a su movimiento a los pueblos de Casicure, Pedregal, Urumaco, Pecaya, Agua Larga, Zazárida y demás, realizando toda clase de crímenes y pillajes, como ejecutar a todo civil que se negaba a ayudarlo. Se sabe que el teniente Araya fue cogido por los rebeldes en un monte cercano, quienes lo mataron, descuartizaron su cuerpo y lo colgaron. Inchauspe había sido el comandante de Pedregal y había comandado una tropa de 200 hombres antes de someterse inicialmente a los republicanos ante la llegada de Urdaneta. Era de origen francés y se había dedicado al comercio antes de la guerra, ganando fama de pendenciero.
A finales de junio, Inchauspe salió de Pedregal con 500 infantes y 50 jinetes a Mitare, pasando por el paso de Laja. Los realistas ocuparon La Laja, Sabaneta y San Luis, venciendo a sus enemigos hasta llegar a Caujarao. Inchauspe gana un combate en Los Dos Caminos el 19 de junio. Al capitán Antonio Bonalde, quien mandaba una columna del nuevo batallón coriano enviado por Escalona a detenerlo. Los realistas le sorprendieron en Sabanaeta y les causaron altas bajas a sus 350 hombres el 24 de junio. Pronto se hicieron con la sierra de San Luis, negando sus vitales recursos a Coro. El 3 de julio vencía en la sierra al oficial José María Villavicencio. El gobernador Escalona se retiró al puerto de Cumarebo. Debe aclararse que Coro era una ciudad abierta, sin defensas de ningún tipo, y con numerosos vecinos partidarios del rey. En cambio, el puerto era un lugar que podía defenderse con pocos hombres. La ciudad fue abandonada el día 8, llegando a La Vela al día siguiente. Al amanecer del 10 de julio arribaron a Cumarebo bajo el constante hostigamiento de guerrilleros monárquicos.
Después de este éxito, Inchauspe fue en persecución de Escalona. El 11 de julio una hueste de 800 a 1.000 realistas atacaron a 200 ó 750 republicanos, siendo rechazados después de un feroz combate. Sin embargo, Escalona disponía de pocas municiones y no pudo perseguir a su rival, que se refugió en Paraguaná, desde donde entabló comunicaciones con la guarnición de Puerto Cabello. Ahí devastó los hatos para organizar y pertrechar adecuadamente un pequeño ejército. El capitán general Miguel de la Torre le reconoció como gobernador de Coro, lo ascendió a coronel y le envió los auxilios de unidades de línea. Dicha expedición incluía varios oficiales para encuadrar mejor a las partidas de realistas corianos. Ante esa situación, el general Santiago Mariño fue enviado a operar en la provincia y tratar de unir fuerzas con las columnas de los coroneles Juan Gómez y Juan de los Reyes Vargas, quienes se estaban dedicando a cazar guerrillas realistas en la costa y en Carora respectivamente.
Al mismo tiempo, Latorre decidió aprovechar de enviar 60 jinetes y algunos oficiales a las órdenes del coronel de caballería Antonio Ramos a los llanos de Calabozo para iniciar una guerrilla. Sin embargo, fueron rechazados por el coronel Judas Tadeo Piñango y perseguidos sin pausa hasta verse forzados a capitular y unirse al ejército patriota conservando sus rangos. Otros dicen que Ramos fue apresado, juzgado y ejecutado en San Carlos. Otro jefe llanero, el coronel José Alejo Mirabal, fue enviado con algunos comandantes a los llanos de Pao con el mismo objetivo pero fueron perseguidos activamente y forzados a rendirse. Fueron enviados a San Carlos y en el camino a Valencia se detectó que intentaba enviar información al brigadier Francisco Tomás Morales. Ante esto, Mirabal intentó escapar pero fue muerto por un centinela en Tocuyito.
A inicios de julio desembarcó en Puerto Cabello desde el Asia el general Juan de la Cruz Mourgeon y Achet, el designado capitán general y presidente de Quito y a quien se le había prometido el título de virrey de Santafé cuando hubiera reconquistado dos tercios de Nueva Granada. Le acompañaban el designado "virrey" de Nueva España, Juan O'Donojú, unos pocos oficiales y soldados del batallón Tiradores, por lo que solicitó refuerzos a Latorre, quien apenas pudo darle la compañía de cazadores del regimiento León, que correspondía al ejército de Nueva Granada, y algunos oficiales, sargentos y cabos. Contra lo decidido por una junta de oficiales, los recién llegados zarparon en un convoy escoltado por el bergantín Hiena hacia Kingston, donde recibieron noticias poco favorables de los sucesos en Nueva Granada. Siguieron a Chagres, donde desembarcaron el 2 de agosto 400 hombres enfermos de fiebre amarilla. Mourgeon siguió a Panamá y luego tomó rumbo a Quito. Su presencia causó temor de que los realistas intentaran reiniciar la guerra en la costa neogranadina, lo que llevó a reforzar las guarniciones patriotas en Cartagena de Indias, Santa Marta y Riohacha.
Por último, Latorre decidió extender la línea de fortificaciones en Puerto Cabello para dar más espacio a sus soldados y los vecinos. También defendió el desembocadero del río San Esteban para asegurar el suministro de agua, cuya falta había causado muchos sufrimientos en asedios anteriores. Sin embargo, seguía existiendo un gran número de hombres en un espacio relativamente pequeño, con un clima caluroso y malas condiciones de salubridad. Para evitar bajas por enfermedad empezó a realizar salidas constantes.

## Fuerzas en combate
Finalmente, un mes después del primer asalto, Inchauspe fue reforzado por 500 hombres al mando del coronel Juan Tello, quienes provenían de Puerto Cabello; esto le permitió a Latorre reducir la guarnición de la ciudad, que estaba sobrepoblada. Salieron de Coro y el 8 de agosto atacaron la villa, sin embargo, Escalona también había recibido sus propios refuerzos, 500 jinetes al mando del coronel Gómez. Así, según el historiador David F. Marley se enfrentaban 1.300 patriotas con 1.250 realistas. En cambio, su colega venezolano, Pedro Manuel Arcaya, dijo en 1916 que Inchauspe contaba originalmente con 1.300 soldados, pero coincide con Marley en el número de efectivos traídos por Tello. Respecto de los patriotas, afirma que Escalona contaba con 200 veteranos, incluyendo «el número de enfermos ya semirepuestos que dejó Urdaneta», 300 paraguaneros, 200 corianos, 100 reclutas de la propia Cumarebo, un pequeño escuadrón de caballería liderado por el capitán Pedro Rodríguez y la artillería, formada por 2 piezas operadas por 50 hombres.
El propio Tello menciona en sus informes de la campaña datos sobre «El Coronel Inchauspe que se hallaba en Coro voló con seiscientos hombres de Infantería a proteger mi desembarco, al mismo tiempo que una columna de trescientos divertía al enemigo fortificado en Cumarebo» y «Me preparo con mi División a dar una Batalla en las Llanuras de Coro unido a mil у doscientos corianos, cuya fuerza unida a sus entusiasmos forma un Exercito de seis mil hombres». En cambio, él dice que Escalona había sido reforzado recientemente por dos batallones «que unidos a los que guarnecían este Pueblo podrán ascender próximamente a dos mil hombres». Esas unidades seguramente eran las enviadas por Mariño al mando de Gómez.
Nicolás González Chávez dice que en el primer ataque, en junio, realistas y patriotas sumaban 800 y 500 combatientes respectivamente. En el segundo ataque, en agosto, crecieron a 2.000 y 700 respectivamente, gracias a los refuerzos.
El colombiano Rafael María Baralt afirma que en el primer combate de Cumarebo, en junio, Escalona apenas disponía de 500 efectivos, la mayoría reclutas sin experiencia. También que en la batalla de agosto, Inchauspe hacia alardes porque sus efectivos alcanzaban los 2.000; en esa segunda estimación es apoyado por José Manuel Restrepo, Feliciano Montenegro Colón y Francisco Javier Yanes. Según Pedro Briceño Méndez, Mariño creía que la expedición de Tello no podía superar los 500 hombres mientras que las fuerzas republicanas en la provincia de Coro pasaban los 2.000 hombres, pero dispersos entre las unidades de los coroneles Escalona, Gómez y Reyes Vargas y el comandante León Ferrer. Yanes dice que los defensores eran apenas 700 y el venezolano Tomás Pérez Tenreiro que los atacantes eran 1.300. Por último, el ensayista venezolano Víctor Graterol dice que gracias al contingente aportado por Tello, los realistas alcanzaban los 1.800 hombres durante la batalla.

## Batalla
El 29 de julio desembarcó en La Vela la columna del coronel Tello. De inmediato tuvo malas relaciones con Inchauspe, e incluso el español Tello llegó a insultarlo por su origen francés. Por su lado, Inchauspe le daba informes exagerados al oficial peninsular, quien dependía de esa información para tomar sus decisiones. Inicialmente, Tello deseaba quedarse un tiempo en La Vela para desembarcar el bagaje y reorganizar sus fuerzas, pero el coronel francés le advirtió que desde Carora venían 4.000 republicanos, desde Maracaibo se aproximaban otros 800 por mar y que en Cumarebo había una guarnición de 1.000.
Ante la previsible batalla que iba a producirse, el general Mariño decidió instalarse en Carora con los batallones Maracaibo y Rifles. Entre tanto, Escalona ordenó la retirada de Coro hacia Cumarebo. Sus fuerzas estaban acampadas de la siguiente manera: los veteranos en el cerro de Curumicura, los paraguaneros en la iglesia local, la caballería detrás del edificio y el gobernador, los demás soldados y la artillería en el cerro de Güiní. El coronel era acompañado por Mariano Arcaya, Jacobo Garcés y otros civiles. Según el testimonio de Tello, se aproximaron «por caminos ocultos» y se preparó para lanzar un asalto con sus expedicionarios desde varias direcciones a la vez. Justo apareció entonces Inchauspe, a quien se le había ordenado quedarse en reserva, ofreciéndose tomar las defensas con sus hombres. Tello aceptó a pesar de la poca confianza que le tenía. Él mismo consideraba toda la operación como absurda pero confiaba en sus soldados corianos, quienes aunque vencidos no «no tiran sus fusiles y se reúnen al día siguiente». También afirmara: «Es inimitable ni jamás se ha visto en la historia la decisión y entusiasmo de los habitantes de la provincia que juran a cada momento, el morir o vencer por sostener los derechos de la nación, siendo por mi parte testigo de las escenas más nobles» y daba por casi completa la pacificación de la provincia, salvo la península de Paraguaná, Cumarebo y La Vela.
Inchauspe atacó por el camino del puerto al pueblo y Tello por un atajo que va de Acurigua a Soropo. El combate fue indeciso por varias horas hasta que Escalona ordenó a los paraguaneros cargar de frente, obteniendo la victoria. Escalona demostró saber defenderse, pero no pudo o no supo explotar su victoria. Solo al día siguiente el coronel Gómez se dedicó a recorrer el campo de batalla en todas direcciones para dar caza a los vencidos pero Tello logró retirarse con los restos de su columna, 600 a 1.000 efectivos, a Puerto Cabello, aunque otras fuentes dicen que solo logró salvar a unos pocos. El Jefe Militar Expedicionario, Tello, consideró intentar asediar el puerto para rendirlo por hambre, estimando que no aguantaría más de tres días y aunque eso pudo funcionar en los primeros días, después de la derrota, los patriotas habían mejorado sus posiciones y moral, imposibilitándolo.
Los republicanos padecieron 29 fenecidos, incluido el teniente José María Ocando del batallón de Coro, quien murió heroicamente. El parte oficial de la batalla dice que cayeron 1 oficial y 18 soldados del batallón Coro y 1 oficial y 5 soldados de caballería. En cambio, los realistas padecieron el fallecimiento de un oficial y 48 soldados y la captura de 32 soldados heridos y 1 oficial y 22 soldados sanos. El botín de los vencedores fueron 55 fusiles, 54 bayonetas, 26 cartucheras, 16 portabayonetas, 578 cartuchos de fusil, 3 gorras de suela, 3 morrales de cuero y 1 de género. Otras fuentes hablan de más de 200 monárquicos muertos o heridos y un poco menos entre los patriotas. En cambio, Yanes sostiene que las bajas realistas fueron de 87 muertos, 39 heridos, 62 prisioneros, 28 que cambiaron de bando y muchos dispersos que fueron capturados o se entregaron después.

## Consecuencias

### Pacificación de la provincia
Después de la victoria, Escalona reconquistó La Vela y Coro, forzando a Inchauspe a refugiarse en la montaña de Pedregal. Posteriormente el jefe monárquico se pasó al bando republicano, alcanzando el grado de coronel de caballería; siguió la máxima de: «objetivo buscado por todos los guerrilleros del mundo, pasar de partida a ejército y de cabecilla a Jefe Militar y Político. Enguerrillarse le significada perder no solo sus ventajas sino la obra cumplida». La batalla significó una presión enorme sobre los derrotados. Tello resolvió retirarse y no dejar «un cuerpo de operaciones» ni un mando experimentado en la provincia, mientras que para Inchauspe le llevó a cambiarse de mando. El optimismo de los oficiales patriotas fue enorme en esa época: «Dos mil hombres eran mucho más que suficientes para reducir la revoltosa Provincia». Poco después, en Altagracia, varios oficiales patriotas al mando del teniente coronel Joaquín Farías se sometieron a la República.
En reemplazo del desertor, el mando de las fuerzas realistas es asumido por el teniente coronel Manuel Carrera y Colina, al mismo tiempo Escalona es reemplazado por el coronel Justo Briceño. El oficial demostró tener poca habilidad para el mando y su segundo, el coronel Gómez, ser demasiado temerario. Juntos disponían de 1.100 infantes y 200 jinetes para pacificar la provincia, sin embargo, apenas pudieron mantener a raya a Carrera. Cuando Gómez quedó a cargo de la ciudad fue atacado por el capitán general, en lugar de retirarse a Cumarebo lo hizo a La Vela, donde fue forzado a capitular, a pesar de aún tener más de 1.200 soldados.
En 1822, el jefe de las milicias republicanas de Paraguaná, coronel Segundo Primera, decidió acabar con los guerrilleros realistas. En un pueblo de los caquetíos, encontró a los habitantes deteriorados por las enfermedades y el hambre, incapaces de usar las pocas armas que tenían. El oficial los alimentó y trasladó a la costa, donde se dedicaron a trabajos agrícolas sin volver a participar en la guerra.
En la Nochebuena de 1826, Bolívar pernoctó en Cumarebo, en su último viaje hacia Caracas, y a la mañana siguiente decidió denominar batallón Cumarebo a la unidad que lo escoltaba. Años después, en 1832, el general Urdaneta decidió establecerse con su familia en la hacienda Turupía, propiedad de Rafael Hermoso.

### En Puerto Cabello
Después de la derrota, Latorre ayudó a formar una guerrilla la facción de los Güires, liderada por José Dionisio Cisneros, Juan Centeno y Doroteo Herrera, y que la originaron los vencidos dispersos en Carabobo y que operaban en las montañas homónimas ubicadas al sudeste de Caracas.
Al mismo tiempo, el 22 de agosto, envió al coronel Tomás García con el batallón Valencey a ocupar Cumbres, lugar cercano a Puerto Cabello, para luego avanzar sobre la Guardia. También se ordenó al batallón 1° de Navarra a ocupar Burburata, con instrucciones específicas de seguir un camino por un bosque para llegar a la cumbre por la retaguardia en coordinación con el asalto frontal de García. Por último, se encomendó al coronel Juan Sanjust con el batallón Hostalrich y algunas milicias de Patanemo y Burburata asaltar Vigirima. La columna de Sanjust era la principal y salió el día 20.
Cumbres y Vigirima estaban ocupadas por avanzadillas del ejército republicano, cayendo la primera por no estar presente el oficial encargado de la defensa. En el caso de la segunda, estaba defendida por el batallón Boyacá y un escuadrón de caballería. Sanjust ordenó al capitán José Mujica tratar de rodear el cerro donde estaban las posiciones patriotas por una arboleda, procurando poder atacar su retaguardia. Así, Sanjust y Mujica encabezaron un feroz asalto pero las diferentes columnas perdieron su tiempo en combates menores hasta la llegada del general Manuel Manrique con soldados de Valencia y Maracaibo, algo sólo posible mediante marchas forzadas. Los republicanos obtuvieron la ventaja numérica y les forzaron a retirarse en desorden. Se dejaron 300 fusiles, muchas municiones, ganado y caballos. En el caos, dos compañías fueron abandonadas en el camino de Aguacaliente y tuvieron que rendirse salvo unos pocos que huyeron de noche, incorporándose al ejército patriota soldados y oficiales.
Los patriotas vencedores salieron en persecución del enemigo pero al llegar al pueblo de San Diego divisaron que García había tomado Cumbres y estaba a la espera del batallón 1° de Navarra para ocupar Guardia. Sin embargo, esa unidad jamás se les unió pues no pudo superar el cerro en el camino a Burburata. Los republicanos se retiraron prudentemente a Vigirima, permitiendo al Hostalrich retirarse por Naguanagua.

## Nota
1. ↑  Integrada por José Mirayes, Manuel Urbina, doctor Juan Antonio Zárraga, Antonio Mora y Mariano de Talavera, formada para negociar con los jefes republicanos y mantener el orden en la provincia. Posteriormente, sólo Mirayes, Urbina y Talavera se reunieron con el general en Sabaneta.
2. ↑  Carta de Pedro Briceño Méndez a Bartolomé Salom, Tinaquillo, 8 de agosto de 1821, Tinaquillo.[39]